# Niżni Ciemnosmreczyński Staw
Niżni Ciemnosmreczyński Staw (słow. Nižné Temnosmrečinské pleso, Nižné Smrečinské pleso, niem. Unterer Smrečiner See, węg. Alsó-Szmrecsini-tó) – staw znajdujący się na wysokości 1674 m n.p.m. w Dolinie Ciemnosmreczyńskiej (odnodze Doliny Koprowej), w słowackich Tatrach Wysokich.

## Opis
Staw ma powierzchnię 12,01 ha, wymiary 525 × 360 m i głębokość ok. 37,8 m. Jest trzecim stawem w Tatrach Słowackich co do powierzchni i głębokości. Józef Szaflarski, badacz tatrzańskich stawów, określił jego pojemność na 1 500 000 m³. Staw ma dość małą przezroczystość (około 8,3 m) z powodu dużej ilości planktonu. Jest typowym jeziorem polodowcowym, leży w niecce karowej wyżłobionej przez lodowiec. Na jego południowym brzegu znajduje się krótka, ale wysoka morena. Wypływająca ze stawu woda przerżnęła w niej głębokie koryto i z wysokości około 50 m spada wodospadem zwanym Ciemnosmreczyńską Siklawą, który daje początek Ciemnosmreczyńskiemu Potokowi.

## Historia
W dawnych opisach staw ten figuruje jako Przybylińskie Jezioro (słow. Pribylinské pleso, niem. Pribiliner See, węg. Pribilinai tó). Nazwa pochodziła od wsi Przybylina, do której należały te tereny. Pierwszy raz staw był mierzony już w ok. 1750 r. (jako pierwszy w Tatrach) przez Georga Pongrátza, jednak jego wyniki były bardzo niedokładne. 26 sierpnia 1751 r. nad staw przybył Jakob Buchholtz, który otrzymał od cesarskiej komisji nauk zadanie sprawdzenia, czy staw ma przypływy i odpływy (według legendy był podziemnie połączony z morzem). Buchholtz jednoznacznie ustalił, że jest to niemożliwe. W 1929 r. staw został dokładnie pomierzony przez ekipę Romana Gajdy.
Dawniej staw był często odwiedzany przez polskich turystów, którzy przychodzili z przełęczy Liliowe przez Zawory. Szlak ten został zamknięty po II wojnie światowej.

## Szlaki turystyczne

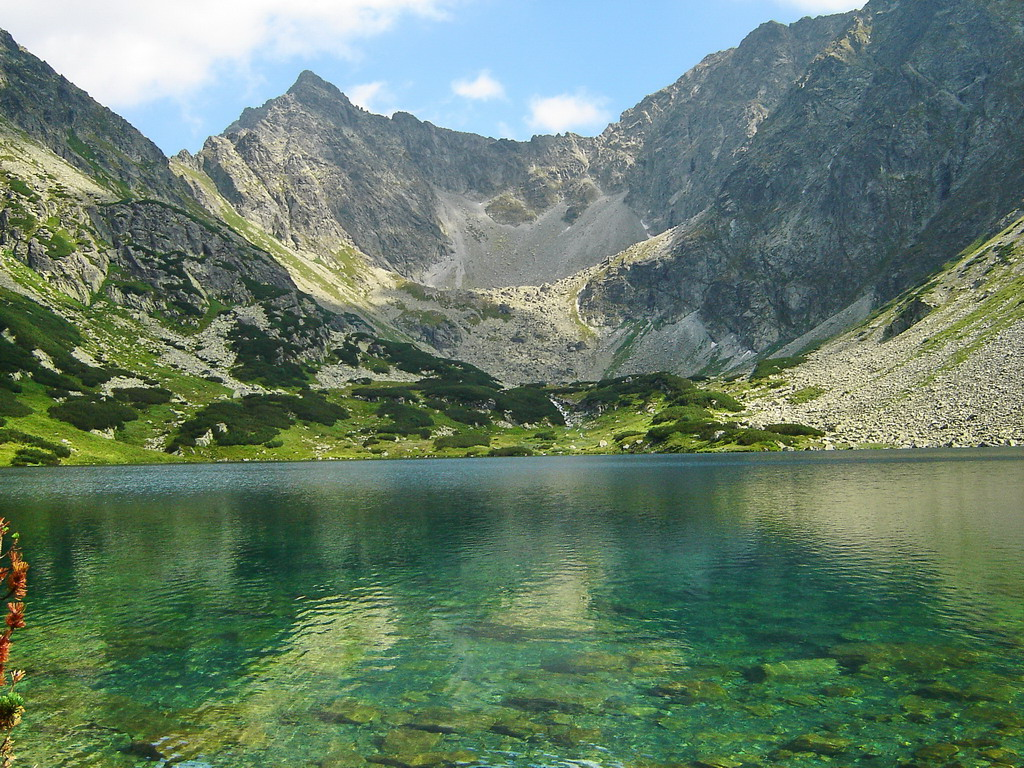
Niżni Ciemnosmreczyński Staw

– od Rozdroża w Ciemnych Smreczynach (w górnej części Doliny Koprowej) na Zawory (15 min od jego początku) do Niżniego Ciemnosmreczyńskiego Stawu. Czas przejścia: 1 h, ↓ 45 min